# Telimena bakeri
Telimena bakeri är en svampart som beskrevs av Syd. & P. Syd. 1917. Telimena bakeri ingår i släktet Telimena och familjen Phyllachoraceae.   Inga underarter finns listade i Catalogue of Life.